# Филологическое общество
Филологическое общество («Общество классической филологии и педагогики») функционировало в Петербурге с 1874 года. Инициатива учреждения принадлежала А. И. Георгиевскому, состоявшему до 1896 года и его председателем.
Печатным органом Общества до 1897 года являлся «Отдел классической филологии» «Журнала Министерства народного просвещения», а после 1897 года — московский журнал «Филологическое обозрение».
Общество предпринимало и отдельные издания:
- «Doctrinae metricae summarium» — труд киевского профессора Деллена (СПб., 1876)
- «Комментарий к сочинению Цицерона Cato maior» одесского преподавателя Ермила Чеховского (СПб., 1885)
- перевод с дополнениями и исправлениями «Реального словаря классических древностей» Ф. Любкера (СПб., 1885)

Из провинциальных отделений общества, существовавших в Москве, Харькове и Киеве, уцелело только последнее, со временем ставшее самостоятельным обществом.